# パチスロ激魂
『パチスロ激魂』（パチスロげきたましい）は、双葉社が発行する日本の漫画雑誌。2011年11月創刊。奇数月の21日発売。パチスロ攻略マガジンドラゴン増刊号で隔月刊誌。
パチスロ漫画誌。巻頭・巻末には新機種情報や攻略コラムなどが同社の『パチスロ攻略マガジン』の提供で掲載される。

## 連載作品
- BET TIME ブルース（塚原洋一）
- パチバカ店長ナカムラ！（原案：CRAナカムラ、原作：中澤浩史、作画：畠山耕太郎）
- ワイルド×ラッシュ（監修：レビン、作画：柏葉比呂樹）
- ごくらくスロリアン（サクライマイコ）
- すろヲタ！（カワサキカオリ）
- つぶスロ!!（榊間おつぶ）
- 源悟郎の回胴七転八起（原作：源悟郎、作画：タニカワジュン）
- 猿が如く（猿山長七郎）
- 設定6を狙い打て！ろく式弐（市川ヒロシ）
- 台は生きもの ホール観察がかり（たなべみか）
- 所沢フルウェイト（水野トビオ）
- 半熟マエストロ（ズッキーニどぶろく）
- 一保さん（森山一保）

## 過去の連載作品
- 賭人（原作：浜田正則、作画：嶺岸信明）

## 関連誌
- 『パチスロ攻略マガジン』 - パチスロ攻略誌。毎月7日発売
- 『パチスロ攻略マガジンドラゴン』 - パチスロ攻略誌。毎月21日発売